# Aaron T. Beck
Aaron Temkin Beck (18. července 1921 Providence, Rhode Island, USA – 1. listopadu 2021 Filadelfie, Pensylvánie, USA) byl americký psychiatr, též známý jako otec kognitivní psychoterapie. Jako jeden z mnoha stál za vznikem kognitivní psychologie.

## Život
Aaron T. Beck se narodil 18. července 1921 v Providence v Rhode Islandu v rodině rusko-židovských přistěhovalců. Za mlada byl sportovně založen, v osmi letech vážně onemocněl a stal se z něj pilný žák. Rozhodl se bojovat se svou fóbií z lékařského prostředí tak, že se stal jeho neoddělitelnou součástí. Na Yaleově univerzitě promoval v roce 1946, v roce 1953 získal diplom z psychiatrie.

## Kognitivní revoluce
V první polovině 20. století dominovaly psychologii dva velké proudy, psychoanalýza a behaviorismus.Behavioristická tendence měřit psychiku jedince objektivně a zaměření se zpravidla na jeho chování způsobila úpadek zájmu o zkoumání mysli, vědomí a interních psychických procesů na delší dobu. Nástup humanistické psychologie na scénu (kolem roku 1960) opět přesměroval pozornost k člověku, jakožto k vědomím obdarované a uvědomování si schopné bytosti. Tou dobou došlo také k vědeckému pokroku v lingvistice, neurovědě a počítačových vědách, které napomohly ke znovuoživení a šíření otázky vědomí jako předmětu zkoumání. Například v roce 1950 vydal Alan Turing knihu Počítačové stroje a inteligence, v níž popsal mozek jako "organizovaný stroj, který se učí prostřednictvím zkušenosti". Roku 1967 publikoval Ulric Neisser knihu Kognitivní psychologie, která se stala základním kamenem tohoto nového psychologického směru. Za zrodem kognitivní psychologie ovšem nestál sám, mezi významné osobnosti patří Albert Bandura, George Armitage Miller, Endel Tulving, Noam Chomsky a další.

## Kognitivní psychologie
Kognitivní psychologie je jeden ze základních a dodnes uznávaných směrů psychologie, který zkoumá procesy, jakými člověk poznává sebe samotného a jeho okolní svět, nezkoumá jeho psychický stav. Tyto procesy se nazývají kognitivní modely či vnitřní obrazy. Kognitivní modely popisují influenci myšlenek a percepce jedince na jeho život. Kognitivní psychologie se zabývá také pozorností, jazykem, pamětí, myšlením a vědomím.

### Počítačová metafora
Jedním ze zdrojů kognitivní psychologie je věda o počítačích, která často postulovala analogii mezi mozkem a počítačem, známou jako počítačová metafora. Součástí jazyka kognitivní psychologie se tak staly některé termíny z teorie počítačů, např. kód, kódování, analogový či digitální. Výzkum kognitivní psychologie však platnost počítačové metafory nikdy nepotvrdil. Naopak se ukazuje, že průběh zpracování informací v lidské mysli a počítači je kvalitativně odlišný. Například u člověka funguje dlouhodobá paměť na jiných principech než paměť počítače. Lidská paměť uložené informace spontánně třídí a zpracovává.

## Kognitivní psychoterapie

### Otec kognitivní psychoterapie
Během studií, ve kterých se Beck snažil dokázat freudiánskou teorii o tom, že je deprese způsobena vytěsněním, vytvořil pojem kognitivní model za účelem snadnějšího vysvětlení psychologických procesů. Beck zjistil, že nejčastějším tématem snů není, jak se Freud domníval, vztek a nenávist, nýbrž pocit porážky, neúspěchu a ztráty. Témata se ve snech pacientů často opakovala, z čehož Beck vyvodil, že sny mohou odrážet myšlenky jedince.
Postupem času začal řešit otázku uplatnění modelu psychoanalytické nevědomé motivace v psychoterapii. Přestože psychoanalytický model nesplňoval zásady kognitivní psychologie, Beck v něm a především v jeho výsledcích viděl potenciál, na kterém postavil základy kognitivní psychoterapie. Kognitivní terapie se na rozdíl od psychoanalýzy, která odkrývala a diagnostikovala v nevědomí schovaná traumata z minulosti, zaměřila na diagnostiku a léčbu aktuálních problémů a nemocí.

### Principy kognitivní psychoterapie
Hlavním principem kognitivní terapie je diagnostika opírající se o kognitivní modely jedinců a následná snaha nepravdivé a zkreslené představy o světě vyvrátit a uvést informace na pravou míru. Při diagnostice si Beck všímal tzv. automatických myšlenek, tedy obvykle negativních myšlenek o sobě samotném, které pacienti nebyli schopni racionálně zdůvodnit. Beck tvrdil, že automatické myšlenky poskytují dostatečné množství informací pro terapii. Pokud jsou tyto myšlenky podrobněji zkoumány a porovnávány s objektivním náhledem na situaci, pravděpodobnost, že si pacient uvědomí zkreslenost svých představ, je vysoká.
Beck postupně vyvinul i několik metodologických nástrojů ke zkoumání podstaty a závažnosti deprese, které se v terapii využívají i ve 21. století. Patří mezi ně Beckova škála deprese (BDI), Beckova škála úzkosti (BAI), Beckova škála beznaděje a Beckova škála sebevražedných úvah (BSS).

### Principy behaviorální terapie
Behaviorální psychologie je koncipována jako odvětví psychologie, které je postaveno na měřitelných a pozorovatelných jevech. Jednou z možností bylo sledování, jak se subjekty chovají v laboratorních podmínkách. Behavioristé byli přesvědčeni, že chování jedince je naučené a že se dá správnými metodami přeučit. Nejsnadnější a nejvíce využívanou metodou v behaviorální terapii je operantní podmiňování vytvořené B. F. Skinnerem, které stojí na principu odměny a trestu. Posilování může být použito k učení nových dovedností např. u lidí s autismem nebo schizofrenií.

### Kognitivně behaviorální terapie
Kognitivně behaviorální terapie (KBT) vznikla v 70. letech v Británii syntézou behavioristické a kognitivní terapie. Kombinace těchto dvou směrů poskytla ucelený snímek o člověku a jeho psychologických problémech. Předpokládá, že všechny duševní stavy jsou naučené v dětství a dají se odnaučit. Věnuje se tomu, jakým způsobem vnímáme svůj svět a jak ho interpretujeme a snaží se tyto vzorce myšlení změnit. KBT se orientuje na širokou škálu problémů, mezi které se řadí úzkost a deprese, spánkové poruchy, problémy ve vztahu nebo alkoholová či drogová závislost. Výhodou KBT je především její zaměření na konkrétní problém a relativně krátké, přesto pravidelné, sezení pacienta s terapeutem. Jedno takové sezení trvá méně než hodinu, koná se jednou týdně po maximální dobu deseti měsíců.

## Dílo
- Beck, A.T. (1967). The diagnosis and management of depression. Philadelphia, PA: University of Pennsylvania Press. ISBN 0-8122-7674-4
- Beck, A.T. (1972). Depression: Causes and treatment. Philadelphia, PA: University of Pennsylvania Press. ISBN 978-0-8122-7652-7
- Beck, A.T. (1975). Cognitive therapy and the emotional disorders. Madison, CT: International Universities Press, Inc. ISBN 0-8236-0990-1
- Beck, A.T., Rush, A.J., Shaw, B.F., & Emery, G. (1979). Cognitive therapy of depression. New York, NY: Guilford Press. ISBN 0-89862-000-7
- Beck, A.T. (1989). Love is never enough: How couples can overcome misunderstandings, resolve conflicts, and solve relationship problems through cognitive therapy. New York, NY: Harper Paperbacks. ISBN 978-0-06-091604-6
- Scott, J., Williams, J.M., & Beck, A.T. (1989). Cognitive therapy in clinical practice: An illustrative casebook. New York, NY & London, England: Routledge. ISBN 0-415-00518-3
- Beck, A.T., Wright, F.D., Newman, C.F., & Liese, B.S. (1993). "Cognitive therapy of substance abuse." New York: Guilford Press. ISBN 9781572306592
- Alford, B.A., & Beck, A.T. (1998). The integrative power of cognitive therapy. New York, NY: Guilford Press. ISBN 1-57230-396-4
- Beck, A.T. (1999). Prisoners of hate: The cognitive basis of anger, hostility, and violence. New York, NY: HarperCollins Publishers. ISBN 0-06-019377-8
- Clark, D.A., & Beck, A.T. (1999). Scientific foundations of cognitive theory and therapy of depression. New York, NY: Wiley. ISBN 0-471-18970-7
- Beck, A.T., Freeman, A., & Davis, D.D. (2003). Cognitive therapy of personality disorders. New York, NY: Guilford Press. ISBN 1-57230-856-7
- Wright, J.H., Thase, M.E., Beck, A.T., & Ludgate, J.W. (2003). Cognitive therapy with inpatients: Developing a cognitive milieu. New York, NY: Guilford Press. ISBN 0-89862-890-3
- Winterowd, C., Beck, A.T., & Gruener, D. (2003). Cognitive therapy with chronic pain patients. New York, NY: Springer Publishing Company. ISBN 0-8261-4595-7
- Beck, A.T., Emery, G., & Greenberg, R.L. (2005). Anxiety disorders and phobias: A cognitive perspective. New York, NY: Basic Books. ISBN 0-465-00587-X
- Beck, A.T., Rector, N.A., Stolar, N., & Grant, P. (2008). Schizophrenia: Cognitive theory, research, and therapy. New York, NY: Guilford Press. ISBN 978-1-60623-018-3
- Clark, D.A., & Beck, A.T. (2010). Cognitive therapy of anxiety disorders: Science and practice. New York, NY: Guilford Press. ISBN 978-1-60623-434-1
- Creed, T., Reisweber, J., & Beck, A.T. (2011). Cognitive therapy for adolescents in school settings. New York: Guildford Press. ISBN 9781609181338
- Wenzel, A., Liese, B.S., Beck, A.T., Friedman-Wheeler, D. (2012). Group cognitive therapy of addictions. New York: Guildord Press. ISBN 9781462505661